# Розмарі Попа
Розмарі Попа (англ. Rosemary Popa, нар. 30 грудня 1991) — австралійська веслувальниця, олімпійська чемпіонка 2020 року.
Призерка чемпіонату світу.

## Виступи на Олімпіадах
| Олімпіада  | Дисципліна | Місце |
| ---------- | ---------- | ----- |
| Токіо 2020 | четвірки   | 1     |

## Зовнішні посилання
- Розмарі Попа на сайті Міжнародної федерації веслувального спорту